# يسبر ينسن (كرة يد)
يسبر ينسن (بالدنماركية: Jesper Jensen)‏ مواليد 30 أكتوبر 1977 في آرهوس، هو لاعب كرة يد دانمركي معتزل. مثل منتخب الدنمارك لكرة اليد في 120 مباراة. شارك في دورة الألعاب الأولمبية الصيفية سنة 2008. حقق المركز الأول في بطولة أوروبا لكرة اليد للرجال 2008.

## الميداليات
| الميدالية | المسابقة                           |
| --------- | ---------------------------------- |
| برونزية   | بطولة العالم لكرة اليد للرجال 2007 |
| ذهبية     | بطولة أوروبا لكرة اليد للرجال 2008 |
| برونزية   | بطولة أوروبا لكرة اليد للرجال 2006 |

## روابط خارجية
- يسبر ينسن على موقع الاتحاد الأوروبي لكرة اليد (الإنجليزية)
- يسبر ينسن على موقع أوليمبيديا (الإنجليزية)